# Петросян, Шушан Самвеловна
Шушан Самве́ловна Петрося́н (арм. Շուշան Սամվելի Պետրոսյան; род. 23 сентября 1967, Ереван) — армянская эстрадная певица, актриса, депутат Национального собрания Армении от Республиканской партии до 2018 года. Заслуженная артистка Республики Армения (2006).

## Биография
В 1993 году окончила факультет графики Государственной академии изящных искусств Армении. Выступает в концертах на эстраде с 1989 года. Известна как исполнительница современных и народных армянских песен, джаза.
В 2012 году избрана депутатом Национального собрания Армении V созыва от правящей Республиканской партии Армении. Была депутатом до 2018 года. После Бархатной Революции, а также выборов нового парламента её партия не прошла в парламент. В 2019 году она ушла из политики.

## Награды и звания
- Заслуженная артистка Республики Армения (2006)[2].

## Семья
- Отец — армянский художник Петросян, Самвел Бардухович
- Мать — армянская оперная певица Аракс Мансурян

## Дискография
- 2001 — «Моя милая родина» (арм. Իմ անուշ հայրենիք)
- 2003 — «Await Us Ararat»
- 2003 — «Размышления» (арм. Մտորումներ)
- 2007 — «The Best»
- 2007 — «Республика 15» (арм. Հանրապետություն 15)